# Södermanlands runinskrifter 100
Södermanlands runinskrifter 100 är ett vikingatida runstensfragment av flintrik granit i Jäders kyrka, Jäders socken och Eskilstuna kommun. Ristningen är rent ornamental med ett ristat rundjur i relief. Fragmentet är 0,57 gånger 0,28 meter stort. Stenen sitter i kyrkans södra långhusmur nära Sö 98 med ristningen utåt. På bilden ses Sö 100 nere till vänster och Sö 98 uppe till höger.